# Pančevo

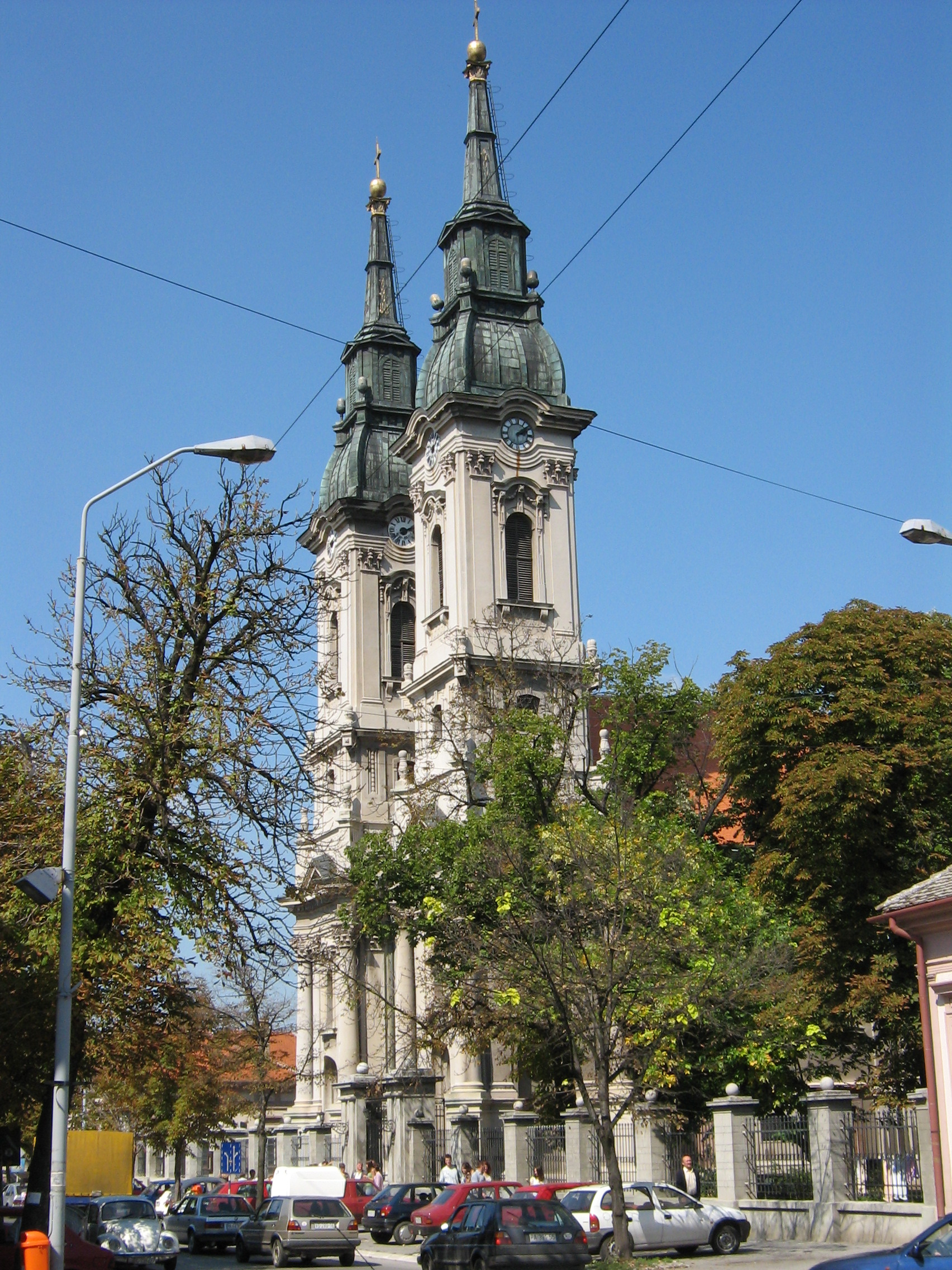
Kościół w Pančevie

Pančevo (cyr. Панчево, węg. Pancsova, rum. Panciova) – miasto w Serbii, w Wojwodinie, stolica okręgu południowobanackiego, siedziba miasta Pančevo. Leży przy ujściu rzeki Temesz do Dunaju. W 2011 roku liczyło 90 776 mieszkańców.
W mieście znajduje się rafineria ropy naftowej, przemysł chemiczny, szklany, mineralny, obuwniczy, spożywczy (browar); węzeł komunikacyjny; port rzeczny; muzeum.
Od XII wieku gród węgierski (Pancsova); 1920 przyznany Królestwu SHS; cerkwie Zaśnięcia Matki Bożej (początek XIX wieku) i Przemienienia Pańskiego (2 połowa XIX wieku).

## Miasta partnerskie
- Boulogne-Billancourt, Francja
- Neapoli, Grecja
- Prijedor, Bośnia i Hercegowina
- Reșița, Rumunia
- Zaanstad, Holandia